# 德国标准时间
德意志联邦共和国标准时间（德語：Bundesrepublik Deutschland Normalzeit）又称德国标准时间（Deutsche Normalzeit），是德意志联邦共和国所采用的标准时间，比世界協調時快1个小时，也即是与位于UTC+1时区的国家及地区一致。

## 夏令时间
1980年夏天，德意志联邦共和国开始使用欧洲中部夏令时间，从每年3月最后一个周日1:00开始，到10月的最后一个周日1:00结束，直到现在还没废除夏令时间。